# فلوري ريدفورد (لاعبة كرة قدم)
فلوري ريدفورد هي لاعبة كرة قدم وممرضة إنجليزية لعبت مع فريق ديك كير للسيدات أحد أقدم فرق كرة القدم النسائية المحترفة في إنجلترا. كانت من أبرز هدافي النادي في عام 1921، حيث سجلت إجمالي 170 هدفًا. و عملت كممرضة في وقت لاحق من حياتها في كندا وعادت إلى الفريق لفترة وجيزة في عام 1938.

## وقت مبكر من الحياة
وُلدت فلوري في بريستون بلانكشاير، وعملت خلال الحرب العالمية الأولى لدى شركة ديك، كير وشركاه في إنتاج الذخائر وإمدادات الحرب الأخرى. كانت هي والشابات الأخريات اللاتي يشكلن غالبية موظفي المصنع خلال هذا الوقت، إذ كان الرجال يُجندون بنسبة كبيرة في الجيش، يلعبون كرة القدم أثناء استراحات تناول الطعام.

## اللعب في النادي
كان لدى معظم أعضاء الفريق وظائف بدوام كامل وكانت فلوري تتدرب لتصبح ممرضة نفسية. و أصبحت مع ذلك عضوًا رئيسيًا في الفريق أثناء انتقاله من الألعاب غير الرسمية مع مجموعات أخرى من عمال المصانع إلى تشكيل نادي ديك كير لكرة القدم للسيدات. لعبت فلوري ريدفورد في مباراة النادي الافتتاحية في عيد الميلاد عام 1917 واستمرت في اللعب في المباريات الدولية ضد اسكتلندا وأيرلندا في عام 1918 ولعبت دور قلب الهجوم وكانت من أبرز الهدافين، ووُصفت بأنها تتمتع بـ "الرؤية والسرعة" في لعبها.
واصل الفريق في ربيع عام 1920 مع انتهاء الحرب لعب مباريات دولية إضافية بما في ذلك ضد فريق فرنسي يضم أليس ميليات وكارمن بومييس . فاز فريق ديك، كير للسيدات بالمباراتين الأوليين، وسجلت فلوري في كليهما، بينما انتهت المباراة الثالثة بالتعادل 1-1.  أقيمت المباراة الرابعة ضد فرنسا، وكانت تلك هي الخسارة الوحيدة في جولة لندن على ملعب ستامفورد بريدج الشهير وسجلتها شركة باثي نيوز الفرنسية. ساعدت المباراة في تحويل فلوري واللاعبات الأخريات إلى شخصيات معروفة على المستوى الوطني وحتى الدولي. عرضت صحيفة دوندي ايفننج في تقرير موجز عن الموسم، انجاز فلوري ريدفورد في مقال بعنوان تسجيل الإنجاز بواسطة سيدة كرة القدم، والذي لفت الانتباه إلى العدد الكبير من الأهداف التي سجلتها في ذلك الموسم. أنشأت فلوري ريدفورد وزميلتها بالفريق ليزي أشكروفت، صداقة مع بومييس، التي عادت في عام 1921إلى بريستون وانضمت إلى الفريق لمدة عام.
بحلول عام 1921، كان الفريق يجذب في كثير من الأحيان جماهيرًا أكبر من تلك التي تجذبها الفرق الذكورية التي تلعب في نفس اليوم. سحب اتحاد كرة القدم في ذلك العام الاعتراف به، ومنع الفرق النسائية من اللعب على ملاعب الاتحاد الإنجليزي. ظل الحظر ساريًا حتى عام 1971. قرر الفريق مواصلة اللعب، وفي عام 1922 انضمت إليهم فلوري ريدفورد في جولتهم إلى كندا والولايات المتحدة. قالت زميلتها أليس كيل في مقابلة حول عودة الفريق إلى إنجلترا: "لقد لعبنا لعبتنا المعتادة وكانت ليلي بار دائمًا لاعبة رائعة وكانت هدافتنا الرئيسية هي فلوري ريدفورد".
بعد مباراة ديك، كير ضد فيمينا سبورت الفرنسي في عام 1920، دُعيت فلوري ريدفورد للانضمام إلى النادي الفرنسي، وقضت فترة معايشة مع بومييس لتلعب كرة القدم في فرنسا. وفي عام 1923، كانت ريدفورد تلعب لفريق فيمينا، لكنها انضمت إلى ستوك ليديز في مباراة خاضوها ضد فريق فرنسي مختلف، وهو فريق لي سبورتيف في كامب دي لا إندوستريا ، الملعب الذي تم إخلاؤه مؤخرًا لنادي برشلونة . اعترضت صحيفة لي سبورتيف على لعب ريدفورد مع ستوك، ولم يتم احتساب المباراة التي لعبت فيها (من أصل اثنتين في عطلة نهاية أسبوع واحدة) لأي فريق في مشواره للفوز بجائزة الكأس الخيرية: سجلت ريدفورد ثلاثية، وفاز ستوك بمباراته الأخرى على أي حال.
بحلول عام 1925، عادت ريدفورد إلى إنجلترا. عادفريق فيمينا سبورت إلى فرنسا في جولة أخرى مكونة من 10 مباريات في مايو 1925، حيث واجهته فلوري ريدفورد خلال إحدى المباريات. انتشرت صورة لبومييس وريدفورد وهما يقبلان بعضهما البعض قبل المباراة في ملعب هيرن هيل فيلودروم ، ولقطات مصورة للمباراة، على نطاق واسع.

## الحياة في وقت لاحق
هاجرت ريدفورد إلى كندا حيث عملت كممرضة وعادت لفترة وجيزة إلى الفريق في عام 1938. كانت صديقة لزميلتها في الفريق والدراسة أليس كيل التي كانت تعرفها منذ أن كانا في المدرسة معًا.